# Hongkong op de Olympische Zomerspelen 1952
Hongkong debuteerde op de Olympische Zomerspelen tijdens de Olympische Zomerspelen 1952 in Helsinki, Finland. De eerste medaille zou pas in 1996 worden gewonnen.

## Deelnemers en resultaten

### Zwemmen
| Olympiër           | Discipline           | Resultaat | Prestatie                                             |
| ------------------ | -------------------- | --------- | ----------------------------------------------------- |
| Cheung Kin Man     | 100m vrije slag (m)  | 23e       | serie 3: 5de in 1.00,3 halve finale 2: 8ste in 1.00,9 |
| Francisco Monteiro | 100m vrije slag (m)  | 52e       | serie 2: 5de in 1.03,1                                |
| Cheung Kin Man     | 400m vrije slag (m)  | series    | serie 4: 6de in 5.11,4                                |
| Francisco Monteiro | 400m vrije slag (m)  | series    | serie 2: 6de in 5.21,6                                |
| Cheung Kin Man     | 1500m vrije slag (m) | 28e       | serie 4: 6de in 20.50,2                               |
| Francisco Monteiro | 1500m vrije slag (m) | 36e       | serie 3: 6de in 22.26,7                               |
|                    |                      |           |                                                       |
| Cynthia Eager      | 100m vrije slag (v)  | 38e       | serie 1: 7de in 1.16,8                                |
| Cynthia Eager      | 400m vrije slag (v)  | 32e       | serie 3: 7de in 5.55,8                                |
| Cynthia Eager      | 200m schoolslag (v)  | 30e       | serie 2: 6de in 3.19,2                                |

Argentinië · Australië · Bahama's · België · Bermuda · Birma · Brazilië · Brits-Guiana · Bulgarije · Canada · Ceylon · Chili · China · Cuba · Denemarken · Duitsland · Egypte · Filipijnen · Finland · Frankrijk · Goudkust · Griekenland · Groot-Brittannië · Guatemala · Hongarije · Hongkong · Ierland · IJsland · India · Indonesië · Iran · Israël · Italië · Jamaica · Japan · Joegoslavië · Libanon · Liechtenstein · Luxemburg · Mexico · Monaco · Nederland · Nederlandse Antillen · Nieuw-Zeeland · Nigeria · Noorwegen · Oostenrijk · Pakistan · Panama · Polen · Portugal · Puerto Rico · Roemenië · Saarland · Singapore ·  Sovjet-Unie · Spanje · Thailand · Trinidad en Tobago · Tsjecho-Slowakije · Turkije · Uruguay · Venezuela · Verenigde Staten · Vietnam · Zuid-Afrika · Zuid-Korea · Zweden · Zwitserland